# Seiya Kishikawa
Seiya Kishikawa (jap. 岸川聖也 Kishikawa Seiya; ur. 21 maja 1987 w Fukuoce) – japoński tenisista stołowy, sześciokrotny brązowy medalista mistrzostw świata, trzykrotny mistrz świata juniorów.
Zawodnik zdobył brązowy medal mistrzostw świata w 2009 r. w Jokohamie w deblu (w parze z Junem Mizutanim) oraz brązowy medal drużynowych mistrzostw świata zdobyty rok wcześniej w Guangzhou. Startował w igrzyskach olimpijskich w Pekinie, zajmując wraz z kolegami w turnieju drużynowym 5. miejsce.
Startując w mistrzostwach świata juniorów w Santiago w 2003 r. został mistrzem świata w grze podwójnej. Rok później w Kobe obronił mistrzostwo świata juniorów w deblu, a w 2005 r. w Linzu zdobył tytuł drużynowo.